# Kira Nerys

Kira nerys.

Kira Nerys (ˈkiːrə_nᵻˈriːs) és un personatge fictici de la sèrie de televisió de ciència-ficció estatunidenca Star Trek: Deep Space Nine (1993–1999). Va ser interpretada per l'actriu Nana Visitor. El personatge és del planeta fictici Bajor, un món que ha sortit recentment d'una brutal ocupació estrangera. Va ser membre de la resistència, i el conflicte de dècades l'ha deixat dura i inflexible, però se sosté per la seva forta fe en la religió tradicional bajorana. Ha estat assignada a Espai Profund 9, una estació espacial operada conjuntament per la Federació Unida de Planetes i el nou govern provisional bajorà, on serveix com a segona al comandament, així com la representant més important del seu poble.

## Història de fons
Segons el costum bajorà, el seu cognom, Kira, precedeix el seu nom de pila, Nerys. Té dos germans (Kira Reon i Kira Pohl), i els noms dels seus pares són Kira Taban (interpretat per Thomas Kopache al llarg de la sèrie) i Kira Meru (interpretat per Leslie Hope a "Wrongs Darker than Death or Night").
La història de fons del personatge afirma que Kira Nerys va néixer l'any 2343, a la província de Dakhur, Bajor, durant els 50 anys d'ocupació cardassiana del planeta. Va ser criada en un camp de treball. La seva família era membre de la casta artesana, és a dir, escultors d'argila o terrissaires. Als 13 anys, Kira va ser reclutada per la cèl·lula de resistència Shakaar, part d'un moviment clandestí que duia a terme atacs de guerrilla contra militars i civils cardassians amb l'objectiu final d'acabar amb l'ocupació.

## Història
Kira és assignada com a oficial superior de la milícia bajorana a bord d'Espai Profund 9 (DS9), actuant com a oficial executiva de l'estació sota el comandant de la Flota Estel·lar Benjamin Sisko, que comanda la instal·lació. Inicialment, Kira s'oposa a la presència de la Federació a DS9, ja que considera que el poble bajorà no hauria de tenir res a veure amb la Federació, ja que creu que Bajor ha de ser capaç de valer-se per si sol, després de suportar una llarga i brutal ocupació per part dels cardassians. Amb el temps, els seus sentiments canvien i es converteix en una de les més fortes defensores de la unió de Bajor a la Federació, i és una aliada i amiga ferma de Sisko. Ella és profundament religiosa, cosa que fa que la seva relació amb Sisko sigui una mica complicada; no sols és el seu oficial al comandament, sinó que també és l'emissari dels Profetes, els déus bajorans.
Com a membre de la Milícia Bajorana, Kira és una ajuda inestimable per a la Flota Estel·lar en la seva missió a DS9. Sovint comanda el personal de la Flota Estel·lar com a oficial executiva de DS9. A la tercera temporada, també serveix com a primera oficial del "Defiant", una nau de guerra de la Flota Estel·lar amb base a DS9, fins que el tinent comandant Worf assumeix aquest paper a la quarta temporada. Quan el Domini recupera Espai Profund 9 a l'inici de la Guerra del Domini, al final de la cinquena temporada, Kira roman a bord de l'estació com a oficial d'enllaç, com a resultat del pacte de no agressió de Bajor amb el Domini. Al començament de la sisena temporada, la Federació està perdent la guerra contra el Domini i això, juntament amb el suïcidi d'un Vedek que ella presencia, impulsa Kira a començar a planejar un moviment de resistència contra el Domini. El moviment finalment aconsegueix ajudar la Flota Estel·lar a recuperar l'estació i a fer retrocedir el Domini darrere les línies enemigues.
Cap al final de la setena i última temporada, Kira és ascendida a coronel i nomenada temporalment comandant de la Flota Estel·lar. Té un paper important ajudant la Resistència Cardassiana a lliurar una guerra de guerrilles contra el Domini, sent enviada per Sisko a la mateixa Cardàssia per ensenyar Damar i els seus seguidors les tàctiques que va aprendre durant l'ocupació cardassiana de Bajor. Al final de la guerra (i al final de la sèrie), Kira pren el comandament de DS9 després de la desaparició de Sisko. Encara està al comandament diversos anys després, com es veu a l'episodi de la temporada 3 de Star Trek: Lower Decks, "Hear All, Trust Nothing".

### Relacions personals
Kira té una relació romàntica amb Bareil Antos, un prominent vedek (clergue) bajorà. Després de la seva mort, més tard s'involucra amb Shakaar Edon, un antic líder de la resistència durant l'ocupació cardassiana, que més tard esdevé el Primer Ministre de Bajor. Després d'un parell d'anys, acceptant que la relació no porta enlloc (i després d'una visita al Santuari Kenda a Bajor), la parella decideix posar fi a la seva relació. Kira llavors estableix una relació romàntica amb el canviador de formes Odo, que l'havia enyorat durant anys, tot i que això també acaba quan Odo es reuneix amb la seva gent al Quadrant Gamma al final de la sèrie.
Kira també es converteix en la mare subrogada de Kirayoshi O'Brien, el fill no nascut de l'enginyer en cap Miles O'Brien i la seva dona Keiko. Quan la Keiko embarassada resulta ferida en un accident de transbordador, el Dr. Julian Bashir salva el fetus transportant-lo al ventre de Kira. Kira continua portant el fetus fins al naixement.

### Enemics
L'acerri enemic de Kira és l'excap cardassià d'Espai Profund 9, Gul Dukat. Al principi de la sèrie, Kira menysprea Dukat per ajudar a supervisar l'ocupació de Bajor i aprofita totes les oportunitats per antagonitzar-lo encara més. A mesura que la sèrie avança, la relació se suavitza lleugerament, sobretot després que Kira s'assabenti que Dukat té una filla mig bajorana anomenada Ziyal que inicialment creia que havia estat assassinada. La carrera militar i l'estatus de Dukat pateixen quan porta Ziyal de tornada a Cardassia Prime i ell i Kira uneixen forces per ajudar a defensar Cardàssia i Espai Profund 9 contra una invasió klíngon.
Després que Dukat, amb l'ajuda del Domini, reprengui el comandament d'Espai Profund 9, Kira s'adona que està utilitzant Ziyal per intentar apropar-se a ella i, a partir d'aquell moment, la seva relació és principalment conflictiva. Després que Dukat hagi estat expulsat de l'estació, més tard contacta amb Kira i li revela l'estreta relació que tenia amb la seva mare, Kira Meru, cosa que Kira confirma després d'utilitzar l'Orbe del Temps per viatjar enrere i presenciar l'inici de la relació, que comença perquè els cardassians necessiten "dones de consol". Dukat i Kira tenen una última trobada a la setena temporada quan la segresta a l'estació espacial Empok Nor i revela que s'ha convertit en el líder d'un culte que venera els esperits bajorans malvats coneguts com els Pah-Wraiths. Kira només aconsegueix per poc impedir que Dukat orquestri la mort dels seus seguidors bajorans mitjançant un suïcidi en massa abans de transportar-se fora de l'estació.
Kira també té una relació tensa amb Vedek (més tard Kai) Winn, una líder religiosa bajorana que està a favor de separar el seu poble de la influència de la Federació. A l'episodi final de la primera temporada, Winn viatja a Espai Profund 9 per planificar en secret l'assassinat del seu rival (i amant de Kira) Vedek Bareil, però falla (tot i que Kira no pot demostrar concretament que Winn fos la responsable). Kira gairebé evita que Winn es converteixi en la nova Kai, però s'adona que fer-ho revelaria la veritat sobre el paper del seu predecessor, Kai Opaka, en una massacre i possiblement conduiria Bajor a una guerra civil. Winn i Kira continuen sent adversaris fins i tot quan treballen juntes en interès de Bajor, especialment quan Winn intenta interferir en assumptes governamentals. Més tard a la sisena temporada, Kira és posseïda per un Profeta i gairebé derrota un Pah-Wraith rival que ha posseït Jake Sisko, però Winn inunda l'estació amb radiació de cronitons i el càlcul s'atura; Kira està furiosa perquè Winn ha desafiat la voluntat dels Profetes i que els Pah-Wraiths segueixen en llibertat.
A la temporada final, Winn torna a visitar l'estació i Kira intenta convèncer-la que es faci a un costat com a Kai. Una Winn furiosa s'hi nega i això la porta als braços de Dukat mentre planegen alliberar els Pah-Wraiths junts.

### Informació no canònica
A les novel·les amb llicència de "Star Trek" (que no són considerades canòniques per Paramount), després de la conclusió de la sèrie de televisió "Star Trek: Deep Space Nine", Kira Nerys es fa càrrec de l'estació espacial Espai Profund 9 com a comandant permanent. Amb la conclusió de la primera onada de les novel·les de "Deep Space Nine" novel·les a "Unity", Bajor finalment s'uneix a la Federació Unida de Planetes, i Kira rep el rang de Capità de la Flota Estel·lar. Kira obre tots els Orbes Bajorans simultàniament en un lloc sagrat per derrotar un enemic monstruós. Això també provoca el retorn de Benjamin Sisko del Temple Celestial al món corporal.
Al documental del 2019 "What We Left Behind", l'ex productor creador Ira Steven Behr i diversos exguionistes de la sèrie van participar en una sessió de planificació "què passaria si" per a una vuitena temporada, on Kira ha dimitit de la Flota Estel·lar i de la Milícia Bajorana i és una vedek de l'ordre religiosa Bajorana.

### Univers Mirall
El personatge de Kira Nerys també existeix a l'univers mirall. A l'episodi de DS9 "Crossover", Kira es troba amb el seu jo mirall, que és el cruel i poderós intendent de l'estació (encara anomenada Terok Nor), amb Elim Garak com a primer oficial. Kira convenç el Sisko mirall de rebel·lar-se contra l'intendent Kira i iniciar la Resistència Terrana. Aquest grup aconsegueix més tard prendre el comandament de Terok Nor i capturar l'intendent, però aconsegueix escapar amb l'ajuda del Nog mirall. Finalment, l'intendent fugitiu convenç Bareil Antos de l'univers alternatiu de viatjar a l'univers regular per obtenir un Orbe dels Profetes. La Kira mirall s'enamora del seu doble de l'altre univers. En aquell moment, Nana Visitor va descartar la idea que el seu personatge fos bisexual, dient que tenia la intenció de retratar això com un "narcisisme total per part seva. No tenia res a veure amb la sexualitat". No obstant això, episodis posteriors van continuar mostrant-la envoltada d'un harem mixt, i finalment la van representar en una relació amb la versió del seu univers d'Ezri Tigan.

## Càsting
En les primeres etapes de planificació de "Deep Space Nine", els creadors de la sèrie volien incorporar el personatge bajorà alferes Ro Laren, que era un personatge recurrent a "Star Trek: La nova generació". Michelle Forbes, que havia interpretat l'alferes Ro, va rebutjar l'oferta, així que es va crear un nou personatge bajorà. Nana Visitor acabava de donar a llum un nen pocs mesos abans que la cridessin a fer una audició per al paper de Kira Nerys, i el fet de convertir-se en mare va influir en el seu procés de decisió a l'hora d'acceptar o rebutjar papers. Amb el personatge de Kira Nerys, Visitor es va sentir "completament involucrada en tots els nivells pel paper".
Visitor gairebé va rebutjar el paper, ja que el seu mànager li va dir "mataràs la teva carrera si fas aquesta feina". El visitant va dir: "Al final de la trucada, m'havia convençut que volia formar-ne part, tant si això afectava la resta de la meva carrera com si no. Quan vaig llegir el guió, vaig pensar: 'Aquest és un paper d'home. Això no és per a mi'". Tot i això, era tot el que volia fer. Odiava tots els papers que havia d'interpretar, on renyava un marit o m'enfadava per la catifa. I en feia molts. Cada vegada que podia ficar-hi les dents en alguna cosa, aquell era el meu estat de flux. Per això era actriu. El Major Kira era com Disneyland per a un actor."

## Recepció acadèmica
Un article del Journal of the American Academy of Psychoanalysis considera que el personatge de Kira és "emocionalment difícil".A Star Trek and Sacred Ground: Explorations of Star Trek, Religion, and American Culture, es va assenyalar que no es va mostrar a Kira adorant en privat fins a l'episodi de 1997 "Ties of Blood and Water". La revista de cinema CineAction va anomenar Kira "potser el millor personatge" del repartiment de Deep Space Nine.

## Recepció popular
En el 25è aniversari de DS9 el 2018, Daniel Holloway i Joe Otterson van parlar llargament del personatge dient: "La recepció dels fans al personatge, i a la sèrie en general, va ser molt variada. Els personatges femenins anteriors de "Star Trek" havien estat ajudants: una operadora de centralita (la tinent Uhura a la sèrie original), una terapeuta (la consellera Troi a La nova generació), una curandera (la doctora Crusher a La nova generació). Cap havia estat una veterana de guerra amb esquelets emocionals. Visitor va dir: "Algunes persones al món de 'Star Trek' deien: 'Això no és el que hauria de ser una dona a "Star Trek". Això no és el que s'ha d'ensenyar. Però el que jo la veia com era una dona amb gana i zona grisa, molta zona grisa. Molt fal·lible, però creixent i intentant-ho. I això ara és a tota la televisió." Holloway i Otterson van suggerir que el personatge era un precursor de Michael Burnham a Star Trek: Discovery.
El 2016, ScreenRant va qualificar Kira Nerys com el cinquè millor personatge de Star Trek en general.
El 2018, TheWrap va qualificar Kira com el desè millor personatge de Star Trek en general, destacant el seu paper a Star Trek: Deep Space Nine. The Hollywood Reporter va assenyalar el paper del personatge a l'episodi de la primera temporada "Duet", que van classificar com el setè millor episodi de la sèrie; Nana Visitor, que va interpretar Kira, va elogiar el guió de l'episodi.
El 2009, IGN va classificar Kira com l'onzè millor personatge de Star Trek en general.. El 2018, CBR va classificar Kira com l'onzè millor personatge de la Flota Estel·lar de Star Trek. Expliquen que Kira a la sèrie no forma part de la Flota Estel·lar fins a l'últim episodi, en aquest breu període té un gran impacte en la guerra del Domini. El 2018, TheWrap va situar Kira com a desena de 39 en un rànquing dels personatges principals de la franquícia Star Trek abans de Star Trek: Discovery.
El 2013, la revista Slate va classificar Kira Nerys com un dels deu millors personatges de la tripulació de la franquícia Star Trek.
El 2016, el personatge de la coronel Kira va ser classificat com el setè personatge més important de la Flota Estel·lar dins de l'univers de ciència-ficció Star Trek per la revista Wired.
El 2020, ScreenRant va classificar Kira com un dels 5 personatges més agradables de la sèrie.